# Mårten Andersson
För andra betydelser, se Mårten Andersson (olika betydelser).
Fredrik Mårten Andersson, född 2 maj 1974 i Stockholm, är en svensk komiker. 
Andersson slog igenom i radioprogrammet Pippirull i Sveriges Radio P3 med sina kontroversiella imitationer av bland annat Mikael Persbrandt, Dr Alban, Bengt Magnusson och Peter Antoine. Han är idag främst standup-komiker och tillhör den svenska stand up-scenen. Andersson driver sedan 1999 bolaget Knakelibrak Produktion AB och sedan 2004 standup-bolaget Raw Comedy, med en klubb i Stockholm där svenska och internationella komiker uppträder. Andersson gjorde sin debut i Melodifestivalsammanhang år 2012 som låtskrivare till låten "Sean den förste Banan", framförd av just Sean Banan.

## Tidig karriär
Redan som barn drömde Andersson om att jobba inom media, som tolvåring ville han bli sportreporter. Det förverkligades efter avslutade journaliststudier på Kalix folkhögskola (med inriktning på radio) då han fick jobb direkt på SR, Radiosportens lokalredaktion där han bland annat refererade fotboll.
Samma år, då Mårten Andersson var 19 år gammal, fick han jobb som ungdomsreporter på Sveriges radio P3:s Signal. Knappt ett år senare blev han rekryterad av den relativt nystartade tv-kanalen ZTV. Där jobbade Andersson som framför allt programledare och reporter men även som redaktör och producent. Arbetskamraterna hette bland annat Henrik Schyffert, Amanda Rydman, Kristian Luuk, Olle Sarri och Per Sinding-Larsen. Mårten Andersson stannade på ZTV i fyra år.
1998 började Andersson som programledare på TV 3 och var bland annat nyhetsankare för TV 3-sporten. Under de tre åren på TV 3 jobbade han parallellt på P3. Denna gång med samhällssatiriska programmet Pippirull. Andersson har senare sagt att han länge hade känt ett sug att skriva humor och att han i Pippirull fick ett kvitto på att han kunde det. Hans imitationer av Dr Alban och Mikael Persbrandt blev publikfavoriter och han valdes år 2001 ”Till årets manliga komiker” av tidningen Café och skivan ”Det e stabilt” Grammis-nominerades. I samband med Pippirull började även Mårten Andersson att uppträda som ståuppkomiker. Debuten skedde på Norra Brunn år 2000 och sedan dess har hans fokus legat på humor och underhållning.

## Senare år
Andersson var inspirerad av den stand up han hade sett i England som ofta hade en råare, elakare ton än den svenska. När han 2004 grundade sin egen stand up-klubb: RAW comedy club ville han att komikerna själva skulle få sätta ribban för hur rå humorn skulle få vara. RAW comedy club har idag breddat verksamheten och omfattar både stand up-klubb, tv-program, turnéer, management och bokningar av internationella komiker.
Andersson har medverkat i ett flertal underhållningsprogram, t.ex. Extra! Extra!,  Fredag hela veckan, Stockholm Live, Babben & Co och Let's dance.